# Cochlostoma
Cochlostoma é um género de gastrópode da família Cochlostomatidae.
Este género contém as seguintes espécies:
- Cochlostoma canestrinii
- Cochlostoma roseoli
- Cochlostoma montanum
- Cochlostoma philippianum
- Cochlostoma salomoni
- Cochlostoma septemspirale